# Rectoria de Copons
La rectoria de Copons és un edifici de Copons (Anoia) protegit com a bé cultural d'interès local.

## Descripció
És un edifici de planta rectangular als quatre vents amb teulada de teula àrab a dues aigües, amb el carener paral·lel a la façana principal, i un ràfec que alterna filades de teules i rajoles que formen un dibuix amb triangle. Les parets són de maçoneria amb revestiment d'arrebossat. Les obertures són rectangulars adovellades i emmarcades amb peces de pedra picada igual que les cantoneres de l'edifici.
L'immoble té soterrani, planta baixa, pis i golfes. La distribució interna de l'espai s'articula en tres cossos -un de central i dos de laterals- que recorden les crugies típiques de les masies catalanes. A la façana principal, orientada a migdia, hi ha el portal amb sengles bancs de pedra a banda i banda i els tres balcons del primer pis emmarcats amb grans carreus de pedra. A la planta baixa hi ha dues finestretes, una de les quals presenta dos grans llangardaixos de ferro. A les golfes s'obren petites finestres quadrangulars. A les façanes laterals es conserven algunes de les obertures originals i també n'hi ha de posteriors.
L'interior de la casa presenta enrajolat de pedra a l'entrada, els portals i el forn de pa (conservat parcialment) també són de pedra. Es conserven els armaris de la sala i d'algunes alcoves i els sostres deixen veure les bigues de fusta. Algunes cambres han estat enrajolades amb mosaic hidràulic en reformes posteriors.
L'edifici combinava les funcions agrícoles i ramaderes, pròpies d'una explotació pagesa, amb les residencials i parroquials. És una mostra representativa de les cases pairals de Copons del segle xviii, tant pel que fa a l'estructura, i als materials emprats com per l'ús que se'n fa.

## Història
Al segle SVIII, el poble de Copons va patir una important transformació a conseqüència de l'expansió econòmica fruit de la venda de manufactures catalanes a la resta de l'Estat espanyol. En aquesta moment es van obrir nous carrers com els de Vilanova, la plaça Ramon Godó, etc i es van bastir nous edificis. La rectoria de Copons n'és un dels més representatius i per això es vol recuperar per convertir-lo en el futur museu dels traginers i negociants de Copons.